# 苞叶大黄
苞叶大黄（学名：Rheum alexandrae）为蓼科大黄属下的一个种。

## 扩展阅读
- 維基物種上的相關：苞叶大黄